# Књижара Нишког културног центра „Бранко Миљковић”
Књижару Нишког културног центра „Бранко Миљковић” је основао Нишки културни центар 2013. године.

## Историја
Нишки културни центар је основан 1999. године, а књижара Нишког културног центра „Бранко Миљковић” 2013. као књижара која ће нудити издања Нишког културног центра и других издавача. Замишљено је да стручна литература буде доминантна како би је користили академски грађани Ниша и југоисточног дела Републике Србије. Садрже и литературу Филмског центра Србије, Службеног гласника, Академске мисли, Клиа, Архипелага, Геопоетике, Космоса и других. Нишки културни центар издаје два часописа: часопис за књижевност и културу „Градина” и филмски часопис „Филаж”.